# 이반 아이바좁스키
이반 콘스탄티노비치 아이바좁스키(아르메니아어: Հովհաննես Այվազովսկի – Hovhannes Aivasovsky, 본래 이름 Aivazian, 러시아어: Иван Константинович Айвазовский, 우크라이나어: Іва́н Костянти́нович Айвазо́вський, 영어: Ivan Konstantinovich Aivazovsky, 1817년 7월 29일 ~ 1900년 5월 5일)는 아르메니아인계 러시아인 화가로, 크림반도에서 생활하였고, 화가로 일하였다. 그는 그의 작품중의 절반이상을 바다 경치로 구성하였고, 그의 바다 그림은 최고로 유명하다.

## 생애
아이바좁스키는 러시아 제국의 크림반도에 있는, 페오도시야의 마을에서 가난한 아르메니아인 가정에서 태어났다. 그의 부모의 성씨는 아이바지안(Aivazian)이다. 이 미술가의 작품들중 몇가지는 아르메니아 문자로 서명되어있다. 그 서명은 "호브한네스 아이바지안" (아르메니아어: Հովհաննես Այվազյան)이다. 미술가로써의 그의 재능은 그가 후원금을 벌게 해주었고, 제 1심페로폴 김나지움에 입학하게 해 주었다. 그리고 그는 상트페테르부르크 예술 아카데미에 입학했고 수석으로 졸업하였다. 그가 유럽 전역을 여행하기 전인 그의 인생 전반기에는 그의 풍경화와 바다 그림마다 수상작 되면서, 그는 해안 마을의 크림반도인의 초상화를 그리기 시작했다. 그의 인생 후반기에, 해군 장면을 그린 그의 작품들은 러시아 해군으로부터 오랫동안 지속되는 직권을 부여받게 되었다.
1845년, 아이바좁스키는 술탄 압둘마지드의 초대에 응해 콘스탄티노플로 갔다. 그는 1845~1950년에 8번을 콘스탄티노플 도시를 여행하였다. 아이바좁스키는 콘스탄티노플에서 긴 체류 기간 동안에, 몇 점의 그림들을 그리기 위하여 오스만 술탄 압둘마지드와 압둘아지즈, 압둘하지즈에 의해 황실 화가로 임명되었다. 그의 작품들 중에 30 점은 현재는 오스만 제국의 궁전과, 터키의 돌마바흐체 박물관과 다른 많은 박물관들에 전시되어 있다. 그의 작품들은 상트페테르부르크에 있는 에르미타시 미술관과 우크라이나 페오도시야에 있는 아비바조브스키의 미술 작품 전시관을 포함하여, 러시아와 과거 소비에트 연방 전역의 박물관들에서도 수십점이 발견된다. 터키의 외무부 장관이었던 압둘라 귈의 장관실 벽에는 아이바 조브스키의 그림들이 걸려있다. 아이바좁스키는 31세 때, 영국인 가정교사 줄리아 그레이브스와 상트페테르부르크에서 결혼했다. 그들은 네명의 딸을 두었다. 그들의 결혼생활이 끝나고, 아이바좁스키는 65세때, 페오도시야의 젊은 아르메니아인 과부 안나 부나지언과 재혼했다.
아이바좁스키는 1985년, 소아시아의 아르메니안들의 하미디안 대학살에 의해 짙은 영향을 받아, 몇몇 작품들은 "터키 함선의 축출", "트라브존에서의 아르메니아인 대학살" 과 같은 주제로 그림을 그리게 되었고, 콘스탄티노플에 있을 때, 그에세 모든 메달들의 수여를 거절하였다. 그는 그의 인생후반기를 페오도시야에서 보냈다. 그는 데오도시아에서 그의 사유지로부터 마을에 불을 공급했으며, 예술 학교를 열었다. 그는 그 지역에서 첫 고고학적 유적 발굴을 시작했고, 역사 박물관을 건축했다. 그의 노력 덕분에 페오도시아에는 무역 항구가 건설되었고, 철도 기차역 네트워크가 연결되었다.. 아이바좁스키는 1900년 사망하였다.

## 화풍과 주제 소재
아이바좁스키는 바다 그림과 해안 장면으로 가장 잘 알려져 있다. 파도와 바다거품의 빛나는 아른 아른 빛나는 움직임을 묘사하는데 있어서 그의 화법과 상상력은 특히 감탄하게 되고, 그의 그림들은 영국인 수채화가 J. M. W. 튜너와 러시아인 화가 실베스터 셰드린이 낭만적인데도 사실적인 화질을 흉내낼 수 있게 해주었다. 특별히 인상적인 점은 그의 능력은 달빛이 퍼짐을 묘사한 그림을 그리게 해주었다. 아이바좁스키 그림의 햇빛과 달빛은 대부분은 투명한 대기층에 있지만, 구름 뒤로부터 퍼지기도 하며, 안개를 지나기도 한다. 그가 그린 1840년대의 해군 전투 작품 시리즈들은 물과 구름에 반사된 불타는 배의 불길을 묘사한것과 함께, 그의 극적인 역량을 그림의 앞 부분에 나타나게 했다. 그는 우크라이나 농부의 삶과 콘스탄티노플 시민의 삶의 장면들을 포함하여, 풍경화들도 그렸다. 몇몇 비평가들은 그의 그림은 콘스탄티노플 동양학자의 작품이라고 하며, 그의 수백 점의 그림들은 반복적이고 멜로드라마적 일 수있는 다른 느낌이 있다고 한다.

## 성공
아이바좁스키는 그의 일생동안 가장 많은 작품을 그렸다. 1900년, 그가 죽을때, 6,000 점이 넘는 작품을 남겼다. 그의 재산은 그가 예술가로써 데오도시아의 고향에서 예술 학교를 열고 전시관을 개장하는 것을 가능하게 한 성공적인 경력 활동을 하는 동안에 축적되었다.
2006년에는, 아비아조브스키의 작품들은 3,200,000 달러 정도의 가격에 경매로 거래가 이루어지고 있으며, 그의 국제적인 명성은 계속하여 커지고 있다. 2007년 7월 14에는 그의 그림 "지브롤터 암초에 밀린 아르메니안 선박(American Shipping off the Rock of Gibraltar)"이 2,710,000 파운드에 낙찰되어 되어, 그 가격은 "아이바조브스키 작품중에서 경매 낙찰 최고가"이다.". 그는 모든 아르메니아인 화가들의 최고의 용광로 라고도 불린다.

## 유산
1977년, 소비에트 천문학자 니콜라이 스테파노비치 체르닉에 의해 발견된 소행성 아이바좁스키 3787은 그의 이름을 딴것이다.
아이바좁스키는 안톤 체홉의 바냐 아저씨 작품 활동에도 참고 되었다.
러시아, 우크라이나, 아르메니아에서는 아이바좁스키의 작품이 담긴 우표가 발행되고 있다.

## 갤러리

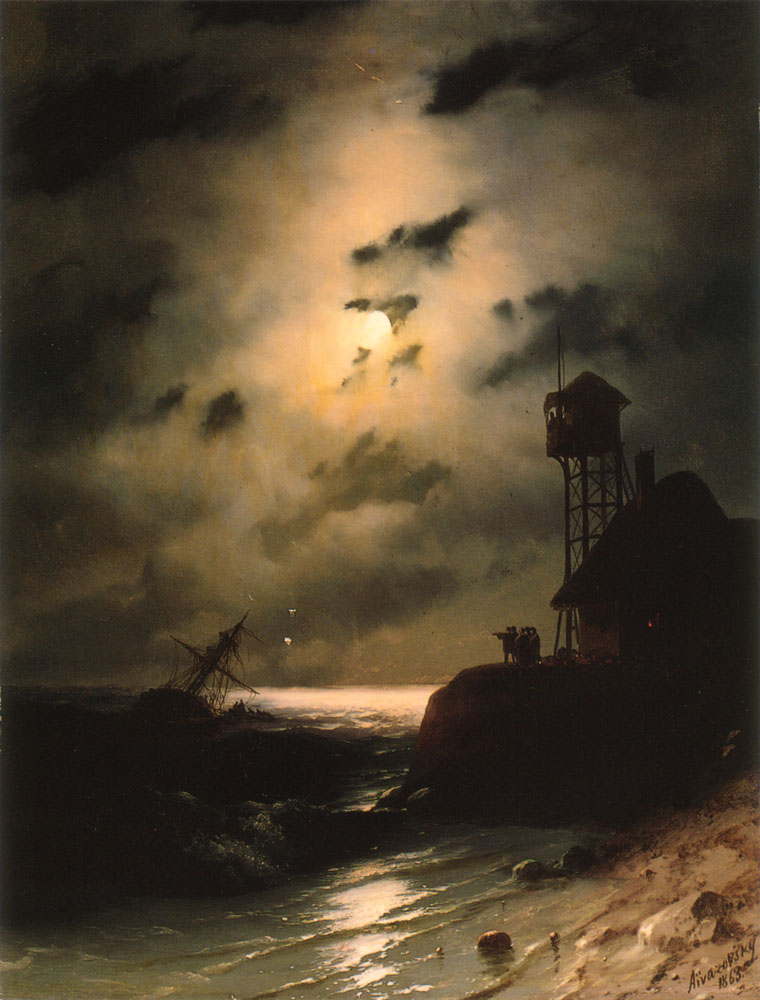
난파선과 달 빛에 비친 바다"
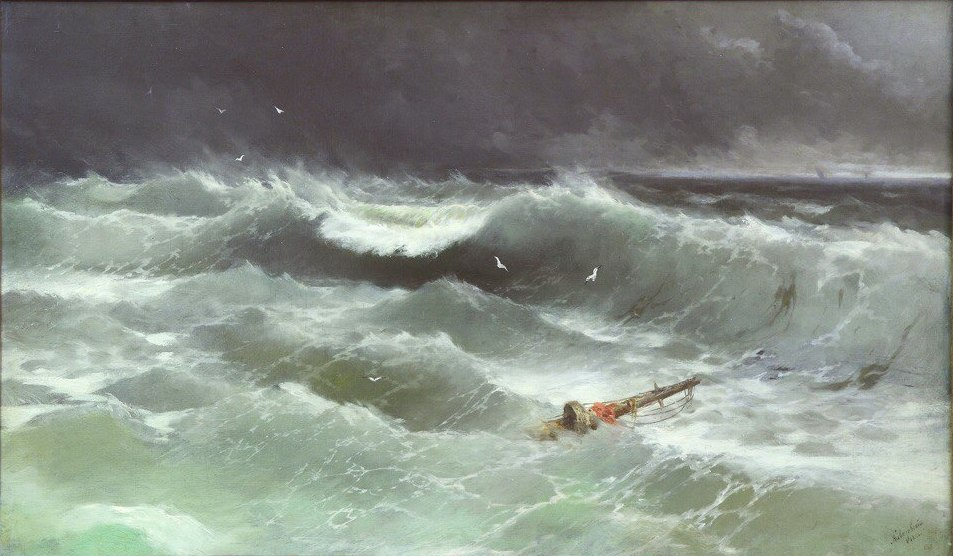
폭풍
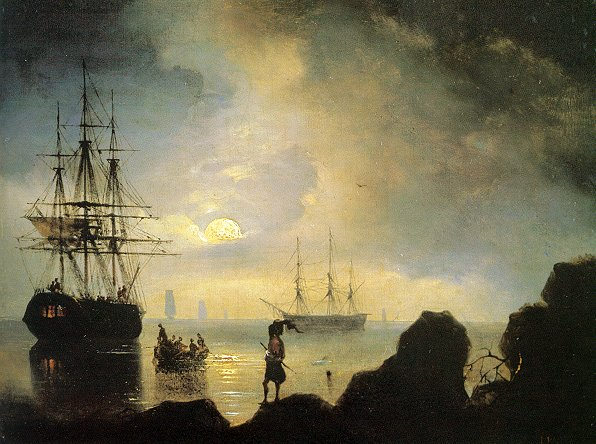
해변의 어부
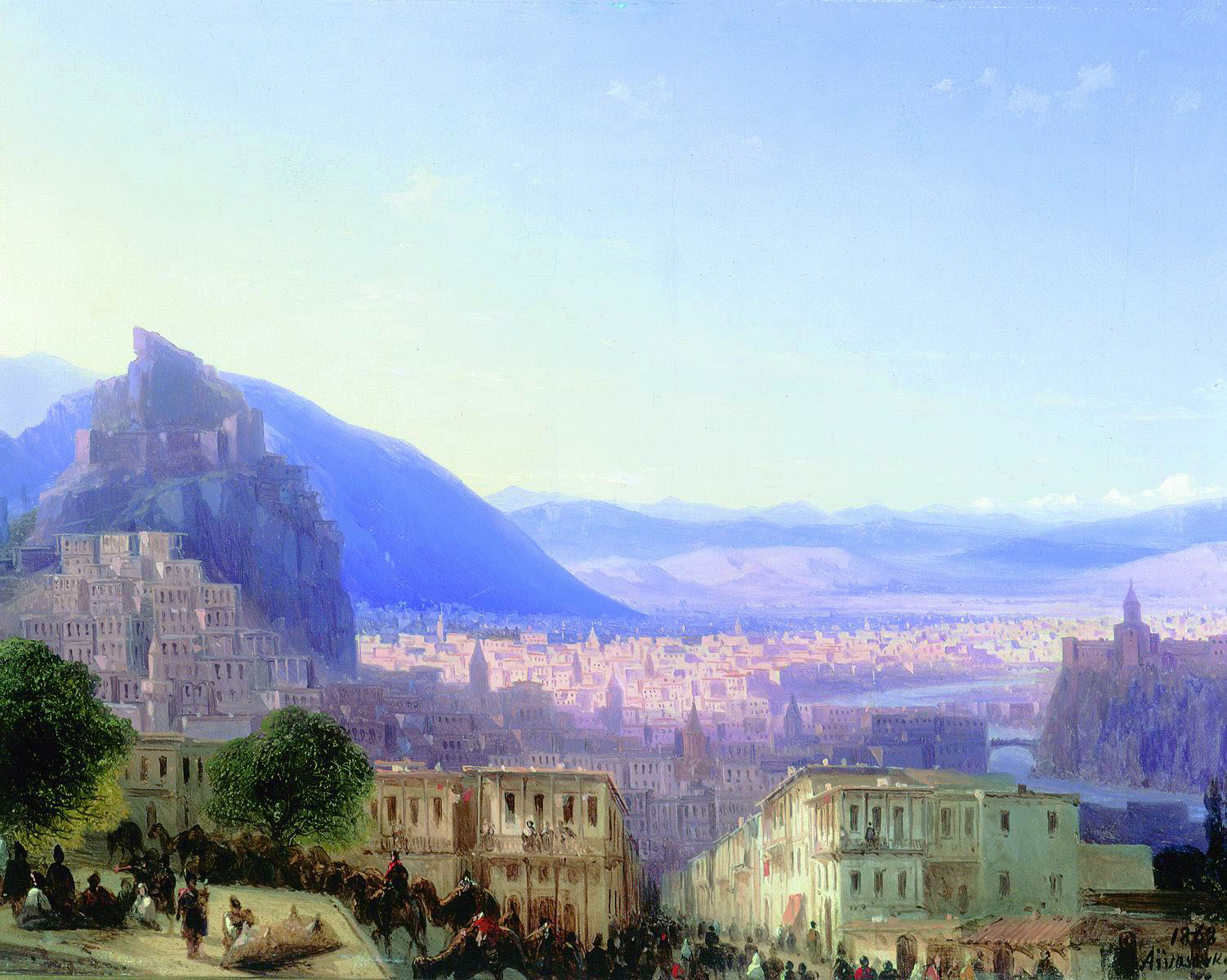
티플리스의 전경
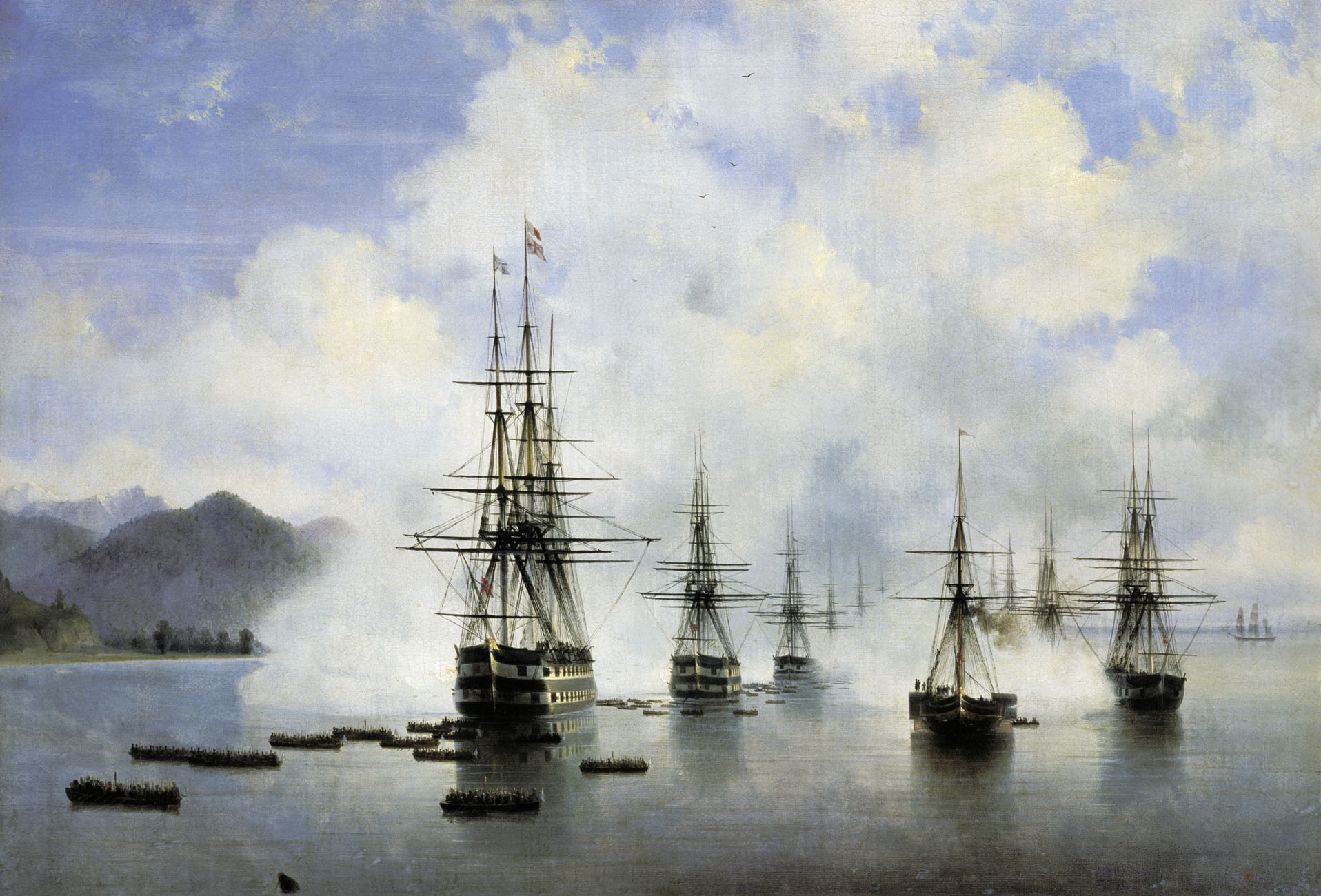
소치 상륙
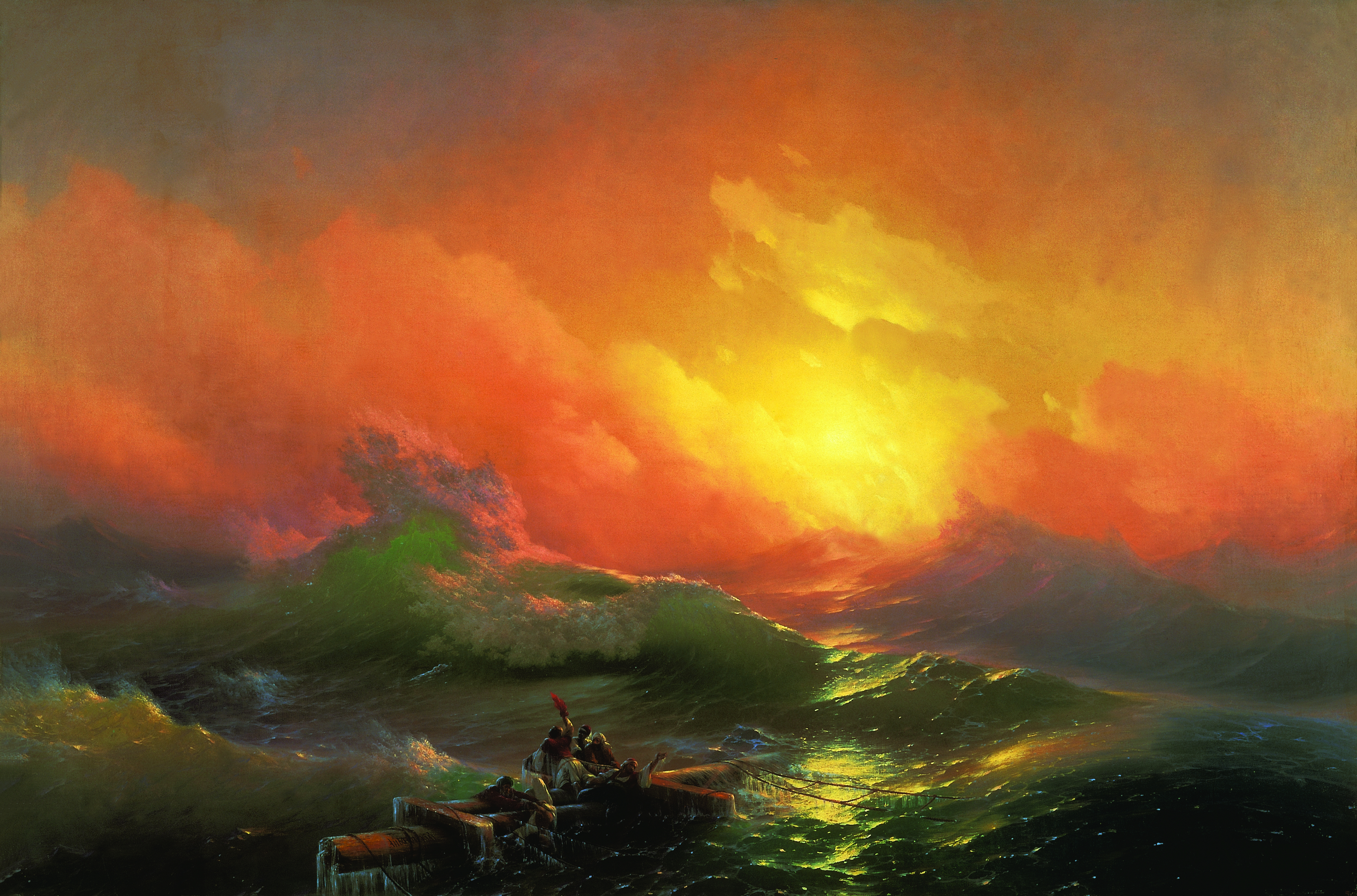
아홉번째 파도
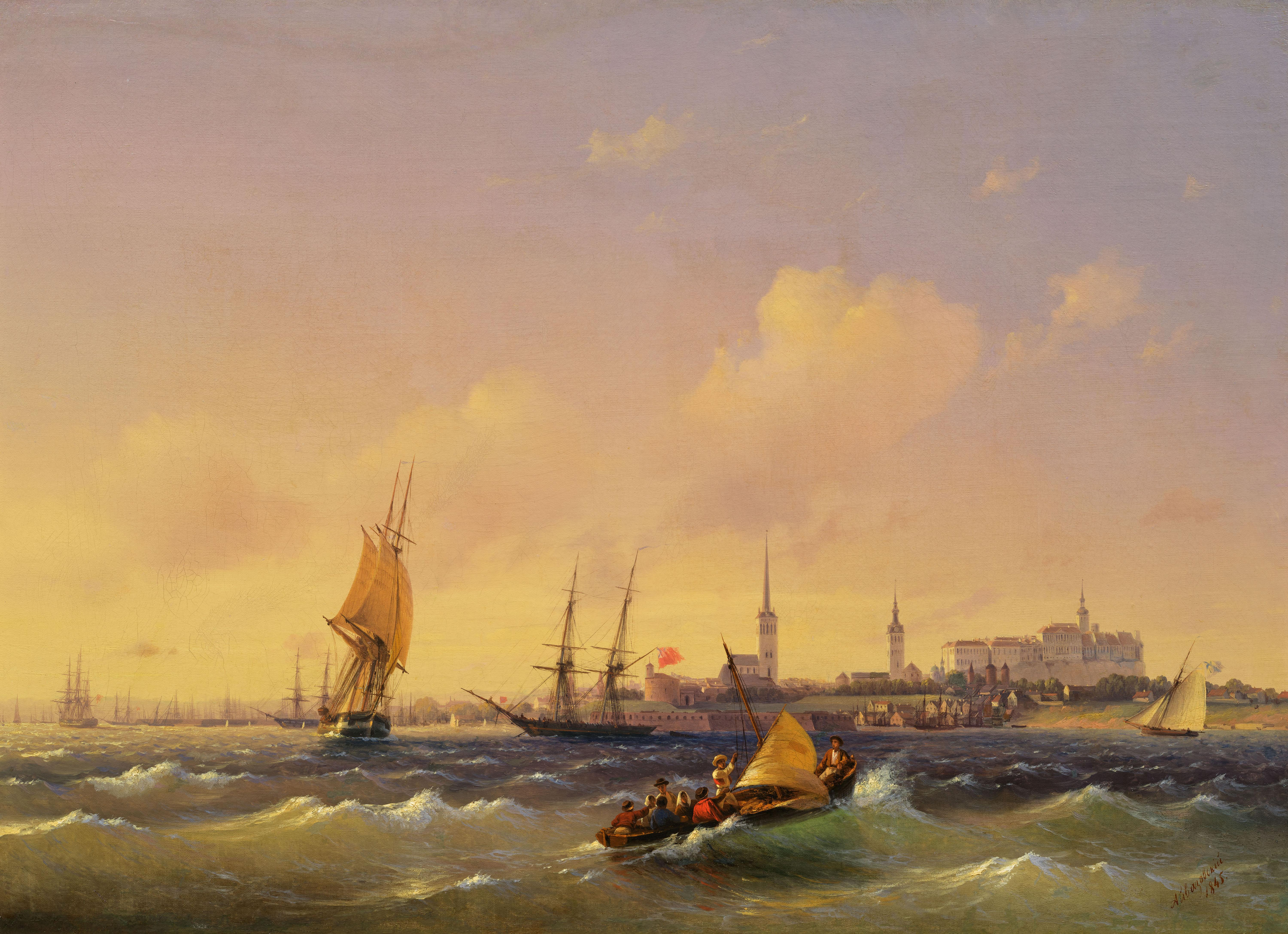
레발 풍경
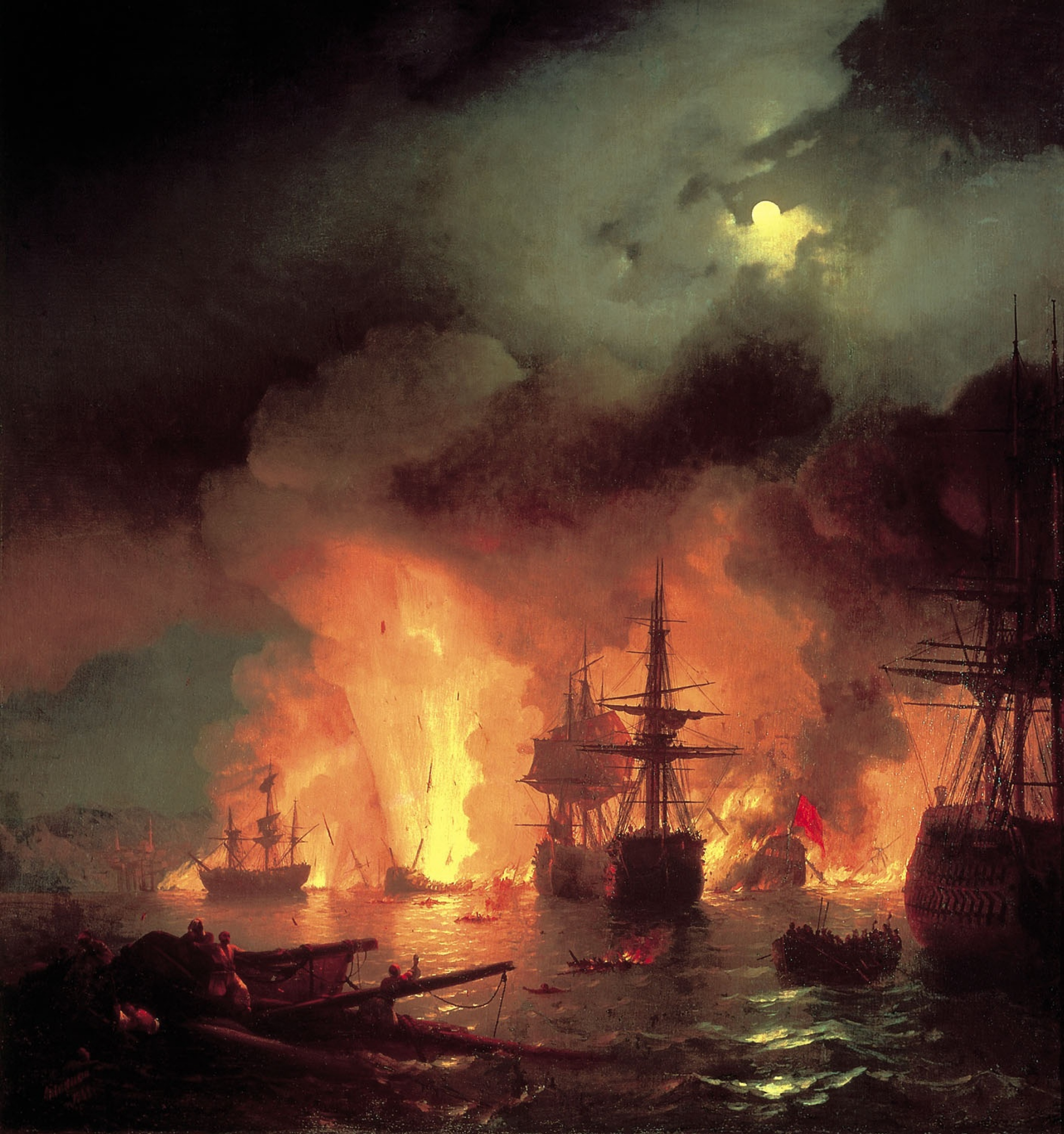
체스마 전투
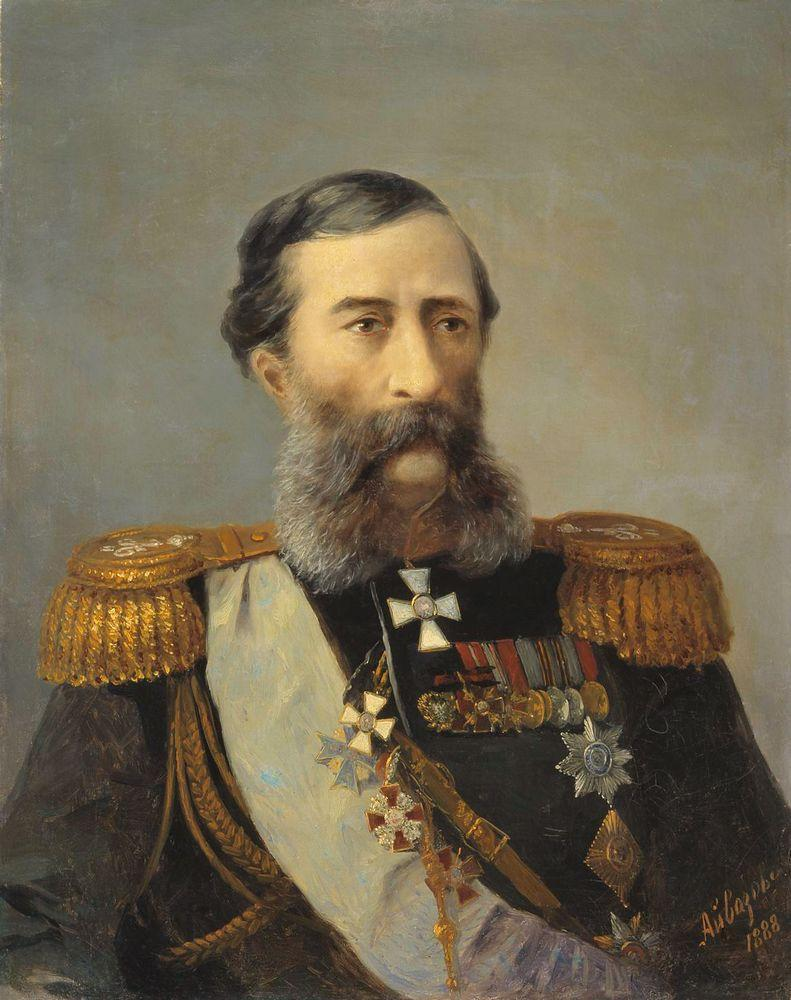
미카일 타릴로비치 로리스멜코프 백작
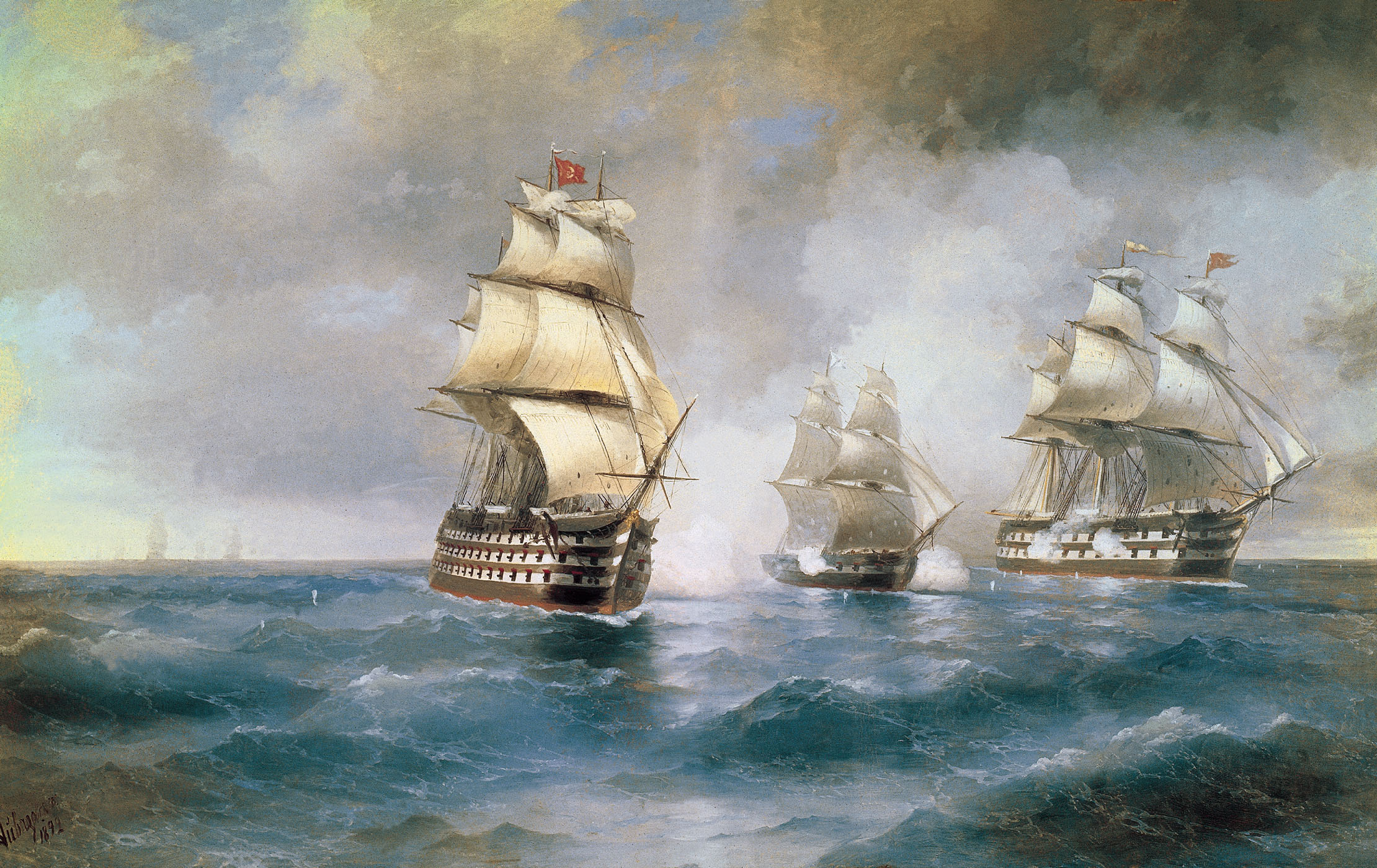
범선 "머규리"가 두대의 터키의 배들에게 공격받고 있다.